# Новосамодуровский выселок
Новосамодуровский выселок (встречается написание Новосамодуровский Выселок и выселок Новосамодуровский) — бывший населённый пункт (тип: выселок) в черте уездного города Керенск Керенского уезда Пензенской губернии Российской Империи. Ныне в черте села Вадинск, административного центра Вадинского района Пензенской области России.

## География
Выселок находился в пределах Керенско-Чембарской возвышенности, в лесостепной зоне, по берегу реки Вад, на городской окраине, в 11 вёрстах от становой квартиры:82:42 (место жительства и пребывания на службе станового пристава) в селе Выборное.

## История
Бывший посёлок русских государственных крестьян г. Керенска

## Население
В 1864 году 210 жителей, из них 100 мужского пола, 110 — женского:82:42.

## Инфраструктура
Личное подсобное хозяйство с зоной сельскохозяйственного использования, индивидуальная застройка усадебного типа. В 1864 году отмечено 25 дворов:82:42.

## Транспорт
Стоял выселок на  по данным на  1864 год по левую сторону тракта из г. Керенск в г.Моршанск Тамбовской губернии.